# Peter Lenderink
Peter Lenderink, né le 11 février 1996, est un coureur cycliste néerlandais, médaillé de bronze au championnat du monde sur route juniors de 2014.

## Palmarès
- 2014[2]
  - Classement général des Trois Jours d'Axel
  - Acht van Bladel :
    - Classement général
    - 4e étape (contre-la-montre)

  - 2ea étape de Aubel-Thimister-La Gleize (contre-la-montre par équipes)
  -  Médaillé de bronze au championnat du monde sur route juniors

## Classements mondiaux
| Année                                 | 2016  |
| ------------------------------------- | ----- |
| Classement mondial                    | 1917e |
| UCI Europe Tour                       | 1274e |
|                                       |       |
| Légende : nc = non classéSource : UCI |       |